# Central de Emissoras, Gravações e Repetidoras Ajuricaba
CEGRASA (sigla da razão social Central de Emissoras, Gravações e Repetidoras Ajuricaba S. A.) é um sistema de retransmissoras de televisão pertencente a Sadie Hauache, empresária e política fundadora da TV Ajuricaba (hoje Boas Novas Amazonas) de Manaus, capital do estado do Amazonas.
Foi criada em 1977, para levar ao interior do estado a programação da antiga TV Ajuricaba, afiliada à TV Globo. Com a venda da emissora para o Grupo Simões, que a transformou a Rede Brasil Norte, a família Hauache passou a deter apenas as repetidoras em seu nome, em sociedade com os novos proprietários. O mesmo também ocorreu quando a Rede Brasil Norte foi posteriormente revendida para o pastor Samuel Câmara, fundador da Boas Novas. Porém, em 2017, houve um desentendimento entre as duas partes, e as repetidoras passaram a retransmitir a programação da TV Norte Amazonas.

## História

### Antecedentes
Antes do surgimento da Cegrasa, TV Ajuricaba já estava no ar desde 5 de setembro de 1969, sucedendo a TV Manauara - primeira operadora de TV a cabo do país, entrou no ar em abril de 1966 -, a Família Hauache planejava em exibir a programação da emissora em todo o Amazonas (maior estado brasileiro em área territorial).
Em 1º de maio de 1974, a TV Ajuricaba passa a ser afiliada a TV Globo, após o convite de Walter Clark e José Bonifácio, deixando a TV Record (na época, geradora da REI). A afiliação à nova rede trouxe as novelas, séries, filmes e telejornais.
Depois de mudança de rede, os proprietários da emissora pedem 38 licitações no Ministério das Comunicações para instalar retransmissoras no interior do Amazonas, que são aprovadas.

### 1977: Criação da CEGRASA
Em 1977, a família Hauache cria a Central de Emissoras, Gravadoras e Repetidoras Ajuricaba Sociedade Anônima (Cegrasa) e abre a primeira emissora no interior amazonense: a TV Ajuricaba Itacoatiara - Canal 6, a primeira emissora interiorana, ou seja, fora de Manaus.
Apesar da Cegrasa ser sediada em Manaus, a matriz da rede ficava em Itacoatiara, porém após a venda para a Fundação Evangélica Assembleia de Deus, em 1993, a sede foi transferida para Itacoatiara, onde permanece até hoje.
A emissora de Itacoatiara exibia a programação diferente de Manaus, resultante da gravação feita pela matriz manauara da emissora, que era transportada por meio de aviões.

### 1977 a 1979: Expansão da CEGRASA
Ainda em 1977, a Cegrasa inaugura em 37 municípios amazonenses, a programação da TV Ajuricaba, ampliando o sinal através de retransmissoras, o que equivale 90% da população do Amazonas ser atingida pelo sinal da emissora na época.
A CEGRASA gravava em fitas de videocassete (a primeira emissora amazonense a utilizar tais fitas - até então era usada a película de filme) e as enviava através de malotes da estatal Correios. Tais fitas continham a programação da TV Ajuricaba, tanto a programação local (telejornal AM TV) quanto nacional, que posteriormente eram distribuídas por meio de motor de linha (ou barcos de linha), aviões comerciais ou canoas aos demais municípios do Amazonas, nos quais eram exibidas em praças públicas (nas quais eram montados e ligados os aparelhos de TV) nas sedes dos 38 municípios (incluindo Itacoatiara).
As fitas exibidas retornavam para serem reaproveitadas com as próximas programações. Durante esse período, as retransmissoras do interior iniciavam as suas transmissões às 15h e encerravam-as à 1h da manhã, entretanto, havia poucos aparelhos de TV no interior. Na programação havia programas jornalísticos e artísticos locais, incluindo os da Globo. Todos os canais das retransmissoras nas 37 sedes de municípios eram em VHF.

### 1980 a 1982: Concorrência
Em 1980, a TV Ajuricaba, em Manaus, muda para o canal 8 VHF depois de operar no canal 20 desde 1973. No mesmo ano, a TV Globo renova a afiliação da emissora, que ganhou de fato a liderança na região de Manaus e a audiência em todo o estado, com as novelas, seriados e os programas de entretenimento e jornalísticos da Globo.
A emissora tinha como a principal concorrente no Amazonas, a TV Amazonas (hoje Rede Amazônica Manaus), que já havia iniciado a instalação dos primeiros retransmissores no interior do estado, que expandia emissoras na Amazônia Ocidental, que na época exibia programação da TV Bandeirantes (neste período a emissora ainda não havia formado rede nacional, tornando-se definitivamente em 1979, com sinal de satélite em 1982, depois de ter iniciado a expansão em 1975). A emissora se expandiu em associação ao alinhamento dos dirigentes da nova emissora aos governos militares, que tanto ajudaram na inauguração e expansão daquela que seria o futuro embrião da Rede Amazônica, uniformizando assim a programação exibida pelas emissoras na região.
Ao mesmo tempo, a emissora parou no tempo e não se expandiu mais no interior do estado (ao contrário da TV Amazonas), iniciando o processo de sucateamento da emissora.

### 1983 a 1985: Declínio
Com a campanha dos Diretas Já, entre 1983 a 1984, os donos da emissora fazem cobertura na redemocratização do Brasil. O apoio da emissora provocou problemas políticos (local e nacional) e da própria Globo, levando a TV Ajuricaba ser acusada de intervir assuntos políticos e cobrindo ações de políticos favoráveis à eleição presidencial direta, apesar da pressão dos militares.
Entre 1981 a 1985, a TV Amazonas, implanta quase 60 retransmissoras no interior do Amazonas, desde sede de municípios até povoados e vilas (alguns que futuramente surgem como municípios nos anos 90), ultrapassando as 38 emissoras da Ajuricaba. A rápida ampliação da TV Amazonas no interior do estado se deu ao fato de seus dirigentes sempre estarem alinhados aos interesses do regime militar de então, o que engessou ainda mais o crescimento da TV Ajuricaba.

### 1985: Perda de Afiliação da Rede Globo
Entre 1985 e 1986, a rápida expansão da TV Amazonas chama atenção da TV Globo, associado ao fato das emissoras da Rede Amazônica em outros estados da Região Norte já estarem afiliadas à Globo desde 1982.
Faltando menos de seis meses para fim do contrato, a TV Globo anuncia a não renovação de acordo de afiliação com a TV Ajuricaba, decidindo assinar contrato de afiliação com a TV Amazonas, então afiliada à Rede Bandeirantes por 10 anos. Os motivos foram devido aos problemas econômicos da afiliada, cobertura restrita no Amazonas, agravada às divergências que a afiliada tinha com a rede por causa das Diretas Já.
Sem nenhuma saída e temendo desmonte da CEGRASA em menos de 10 anos da criação por problemas comerciais e financeiros, a Família Hauache anuncia negociações para vender a TV Ajuricaba (que em troca, passava manter controle das 38 retransmissoras) e a Rádio Ajuricaba (atual Rádio Onda Digital, em fase de implantação).
O Grupo Simões (empresa responsável pela distribuição e venda de bebidas em quase toda a Região Norte) se apresenta para comprar a emissora. O Grupo Simões ainda venceria, em 1988, uma licitação para operar o canal 6 VHF de Porto Velho, Rondônia, que veio a ser a RBN Porto Velho. 
A venda da TV Ajuricaba pela Família Hauache ao Grupo Simões, resultou da disposição dos proprietários da emissora em evitar desentendimentos com os políticos locais.

### 1986: Primeira Venda (TV Ajuricaba)
Em 1986, a TV Ajuricaba é comprada pelo Grupo Simões e promove transição da futura Rede Brasil Norte com afiliação com a Rede Manchete.
No dia 1º de julho, a TV Ajuricaba deixou de retransmitir a programação da Globo e passou ser afiliada à Manchete, quando passa a se chamar Rede Brasil Norte. No entanto, no dia em que a RBN entrou no ar, gerou também o fim da TV Ajuricaba, a mais antiga emissora em atividade no Amazonas até então naquela época.
A partir daí, a Globo passa a ser transmitida pela TV Amazonas, de propriedade do empresário Phelippe Daou, que anteriormente transmitia a programação da Bandeirantes por quase 11 anos, uniformizando dessa maneira a programação transmitida pela Rede Amazônica nos quatro dos seis estados da Região Norte do Brasil (Amazonas, Acre, Rondônia, Amapá e Roraima, com exceção dos estados do Pará e de Tocantins).

### 1987 a 1992: Rede Brasil Norte
Apesar da venda da extinta TV Ajuricaba, a Central de Emissoras, Gravadoras e Repetidoras Ajuricaba S. A. (CEGRASA), que reúne todas as repetidoras existentes no interior do Amazonas, permanece no nome da família Hauache, porém o controle da programação dessas emissoras passou a pertencer à Rede Brasil Norte, em umas das cláusulas do contrato de venda. Ou seja, o Grupo Simões controlava apenas a RBN de Manaus e de Porto Velho (incluindo a Rádio Ajuricaba) e o restante é da Família Hauache.
Nos anos seguintes da compra da emissora, os índices de audiência da nova emissora afiliada à Rede Manchete chegam a alcançar a vice-liderança, na época pertencente ao Sistema Brasileiro de Televisão, representada nesse período pela TV A Crítica em Manaus, enquanto no interior, só tinha como concorrente a TV Amazonas.

### 1993: Segunda Venda (RBN)
Em 1993, o Grupo Simões vende a Rede Brasil Norte (com alto custo para o grupo) ao pastor da Igreja Assembleia de Deus, Samuel Câmara, da Família Câmara de orientação cristã-evangélica, que nomeou para Rede Boas Novas, sem nenhuma mudança nas iniciais, na qual o novo proprietário passa a assumir as dívidas trabalhistas deixadas pela administração do Grupo Simões e da Família Hauache (nos anos 80 e 90 era comum o atraso de salários).

### Depois de 1993 a 2004: Expansão
Em 1995, a Rede Boas Novas se expande fora de Amazonas e Rondônia, com a compra da decadente TV Guajará (de Belém), afiliada à Rede Record, que é mudada para RBN Belém (hoje Boas Novas Belém), com afiliação com a Central Nacional de Televisão (CNT) até final dos anos 90.
Em 2002, a CEGRASA foi autorizada pelo Ministério das Comunicações a retransmitir o sinal da Fundação Evangélica Boas Novas, concessionária em Manaus, nas cidades de Atalaia do Norte (canal 9), Anamã (canal 7), Alvarães (canal 9), Lábrea (canal 35), Novo Airão (canal 11) e Barcelos (canal 17).

### 2004 a 2017: Problemas com a Rede Boas Novas
A nova geração da Família Hauache, que de fato é dona das concessões, começou fazer críticas e divergir abertamente com a Família Câmara. Os motivos são por conta do uso irregular das retransmissoras para fins políticos e religiosos, aliada as frequentes acusações da Fundação Evangélica Boas Novas envolvida na Operação Farol da Colina (2004) e no Escândalo das Ambulâncias (2006) e as graves denúncias dos Ministérios Públicos Estadual e Federal desde então.
O comando da Cegrasa da Família Hauache recebeu diversas multas desde que a Fundação Evangélica Boas Novas passou administrar a Cegrasa, por uso irregular das emissoras que estão sob a responsabilidade da Família Câmara.

### 2017-presente: TV Em Tempo / TV Norte Amazonas
No dia 23 de maio de 2017, a CEGRASA decide encerrar de vez a parceria com a Boas Novas após os problemas judiciais sofridos, e passa a substituir as repetidoras do canal cristão pela então TV Em Tempo, também de propriedade da família Hauache, que é expandida para 90% do estado do Amazonas. Em 1.° de junho de 2020, a TV Em Tempo passaria a se chamar TV Norte Amazonas, sendo a cabeça de rede da TV Norte.